# NGC 1453
NGC 1453 je galaksija u zviježđu Eridan.

## Vanjske poveznice
- SEDS: NGC 1453